# Dingharting
Dingharting war eine bis 1978 bestehende Gemeinde im oberbayerischen Landkreis München, deren Gebiet sich heute komplett in der Gemeinde Straßlach-Dingharting befindet.

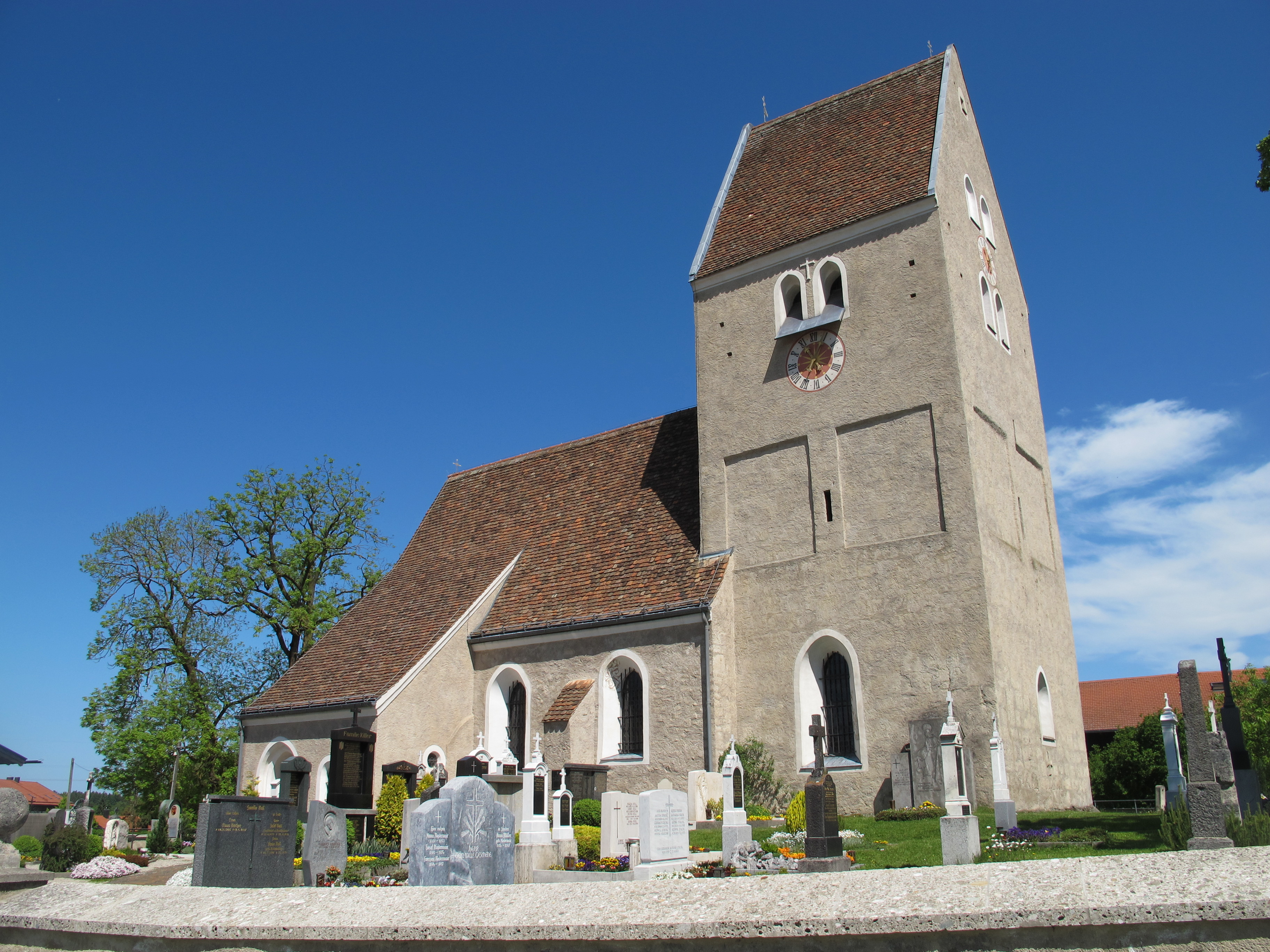
St. Laurentius in Großdingharting

Die Gemeinde umfasste in etwa die südöstliche Hälfte des heutigen Gemeindegebietes.
Sie bestand aus den Ortsteilen Ebertshausen, Gleißentalweiher, Großdingharting, Holzhausen, Kirchlberg und Kleindingharting.
Dingharting wurde als dingherting (=Siedlung des Deginhart) im Jahr 1169 erstmals erwähnt, erst seit etwa 1350 werden die Ortschaften Groß- und Kleindingharting unterschieden. Auch heute noch werden sie oft einfach als Dingharting bezeichnet.
Am 1. Mai 1978 wurden die Gemeinden Dingharting und Straßlach im Zuge der Gemeindegebietsreform zur Gemeinde Straßlach zusammengefasst, 1989 wurde diese in Straßlach-Dingharting umbenannt.